# 2013年中国快递污染事件
2013年中国快递污染事件指的是2013年11月到12月发生于中国大陆的一起导致1人死亡、9人中毒的事件。事件的原因是一份内容是氟乙酸甲酯的快递件在转运过程中泄露，而被污染的快递件部分被投递。这些快递造成了山东省东营市广饶县的一名居民死亡，另外在寿光、胶州等地造成收件人不适，还有5名快递公司员工出现不同程度中毒症状。

## 经过
2013年11月27日，湖北省荆门市一家名为熊兴化工有限公司通过圆通速递在当地的加盟公司沙洋运通物流有限公司向山东省潍坊市的一家制药厂寄送氟乙酸甲酯样品。11月28日圆通速递在潍坊的加盟公司潍坊捷顺通快递有限公司的工作人员在拆分由武汉中转到潍坊的快递时，该装有化学品的快递件发生泄漏。公司并未通告相关情况，而是自行将疑似受到污染的快件隔离，将同一批次的其他快件先后送出。

## 伤亡
11月29日，住在东营市广饶县的一个居民刘兴亮在收到其先前网购的鞋子后出现呕吐、腹痛等症状，并在当天抢救无效死亡，其妻亦感到身体不适。山东省邮政管理局随后的通报称该次事件除了造成上述一例死亡外，另造成寿光和胶州的两例身体不适，伤者均已接受治疗。另外有5名快递公司员工在处理快件过程中身体不适。

## 调查与处理
11月29日泄露发生之后，有2名捷顺通公司员工出现不适，于是捷顺通向发件工厂联系，但工厂称快递内容是氯乙腈，但当天的晚些时候又有3名员工不适。11月30日捷顺通再次与发件工厂联系，后者承认快递物是氟乙酸甲酯。捷顺通公司立即报警并联系119对快件进行处理，并于同一天将情况上报给潍坊市邮政管理局，之后，12月2日山东省邮政管理局派出督导组监督其对同车次的快件进行排查，直到12月4日结束排查。
12月20日山东省邮政管理局向媒体公布了调查结果，并对捷顺通公司处以罚金28000元。湖北省邮政管理局亦将发件方之经营许可证吊销。广饶县警方将2名相关责任人刑拘。

## 影响
根据中华人民共和国邮政法之规定，邮政企业在收件时应该当场验视，《经济日报》认为这一次快递污染事件暴漏出快递企业在收件过程中的不规范。事件之后，《法制晚报》、《海南特区报》、新华网等媒体对多地的快递进行测试，发现有许多快递公司没有按规定执行。《新京报》的调查则指出在快递寄出地沙洋县，验视制度本来形同虚设，在事件发生之后一些快递公司开始要求顾客发件时先拆包验视。
受这一次快递污染事件之影响，一段时间内，一些快递公司拒绝快递液体。